# وايلد هارتس
وايلد هارتس، أو قلوب برية، هي لعبة أكشن تقمص الأدوار، تم تطويرها من طرف إستوديو أوميغا فورس، ونشرها من طرف كوي تيكمو، وإلكترونيك آرتس، صدرت بتاريخ 13 فبراير 2023 على منصات مايكروسوفت ويندوز، بلاي ستيشن 5 وإكس بوكس سيريس إكس وإس. اللعبة تقع أحداثها في عالم شبيه باليابان الإقطاعية يسمى أزوما. 

## اللعب
يتحكم اللاعب في دور صياد من دون إسم، الذي يجب عليه الشروع في مهام لمطاردة الوحوش الضخمة المعروفة باسم كيمونو في عالم أزوما. أزوما ليس عالمًا مفتوحًا، بل هو عبارة عن العديد من المناطق الكبيرة التي يمكن للاعبين استكشافها بحرية. تتميز اللعبة بثمانية أنواع مختلفة من الأسلحة، بما في ذلك أسلحة واغاسا وكاتانا. بالإضافة إلى استخدام الأسلحة لهزيمة الأعداء، يمكن للاعبين أيضًا بناء عناصر للمساعدة في القتال من خلال ميكانيكي كاراكوري. على سبيل المثال، يمكن للاعبين بناء صناديق يمكن القفز منها لتنفيذ هجمات قوية، أو شعلة يمكن استخدامها لإشعال الأعداء. يمكن دمج هذه العناصر لتكوين آلات أكبر، مثل الحصن الذي يسد طريق العدو. العناصر التي تم إنشاؤها تكون دائمة حتى يتم تدميرها بواسطة كيمونو. يمكن للاعبين أيضًا بناء كاراكوري للمساعدة في العرضية. يستهلك بناء كاراكوريالخيط الذي يمكن الحصول عليه بمجرد مهاجمة الأعداء. مع تقدم اللاعب في اللعبة، سيفتح أسلحة ودروعًا جديدة، مما يسمح للاعبين باصطياد وحوش أكثر تحديًا. قدر الفريق أنه يمكن للاعبين إكمال الحملة السردية للعبة في حوالي 30 ساعة. يمكن للاعبين التعاون مع لاعبين آخرين أثناء تقدمهم في اللعبة.